# Viola primulifolia
Viola primulifolia är en violväxtart som beskrevs av Carl von Linné. Viola primulifolia ingår i släktet violer, och familjen violväxter. Inga underarter finns listade i Catalogue of Life.